# Zandys Braut
Zandys Braut ist ein US-amerikanischer Spielfilm von Jan Troell aus dem Jahr 1974, der auf dem 1942 erschienenen Roman The Stranger von Lillian Bos Ross basiert. Er wurde von Warner Bros. produziert und kam am 2. Oktober 1974 in die Kinos. Der Film lief auch unter dem Titel For Better, for Worse (etwa In guten wie in schlechten Zeiten). In der DDR startete der Film am 9. September 1977, in einer Fassung des DEFA-Studios für Synchronisation, in der BRD erst am 27. Januar 1978.

## Handlung
Der Film spielt in Big Sur in Kalifornien. Zandy Allan, ein hart arbeitender Viehzüchter, gibt 1870 eine Heiratsanzeige auf und lernt auf diese Weise die hübsche Hannah kennen. Als sie in Monterey eintrifft und er sie zum ersten Mal sieht, entspricht sie zwar nicht im geringsten seinen Vorstellungen, aber er heiratet sie trotzdem.
Die Ehe der beiden, die durch die raue Wildnis geprägt ist, gestaltet sich zunächst sehr schwierig, zumal der rabiate Zandy seiner Frau gegenüber sehr rücksichtslos auftritt und ihr immer wieder zeigen will, wer der „Herr im Hause“ ist. Hannah aber macht Schritt für Schritt ihre Rechte geltend, so dass sich das Paar schließlich näher kommt. Dabei wird sie von Allans Familie unterstützt.

## Produktion
Die Dreharbeiten erfolgten in Carmel-by-the-Sea und Big Sur, die Innenaufnahmen in den Burbank Studios.

## Kritik
Die Redaktion der Zeitschrift Cinema meint: „Der ansprechend inszenierte Film leidet etwas an seinen schablonenhaft gezeichneten Akteuren, denen Liv Ullmann und Gene Hackman vergeblich Leben einzuhauchen versuchen.“